# أوري تسفي غرينبيرغ
أوري تسفي غرينبيرغ هو كاتب وصحفي وشاعر وسياسي إسرائيلي، ولد في 22 سبتمبر 1896 في Bilyi Kamin ‏ في أوكرانيا، وتوفي في 8 مايو 1981 في رمات غان في إسرائيل. نشط حزبياً في حيروت. وقد انتخب عضو الكنيست ‏ وقد انضم خلال فترته النيابية ‏ (14 فبراير 1949 – 20 أغسطس 1951) للكتلة البرلمانية حيروت.

## وصلات خارجية
- أوري تسفي غرينبيرغ على موقع الموسوعة البريطانية (الإنجليزية)
- أوري تسفي غرينبيرغ على موقع ميوزك برينز (الإنجليزية)